# 기본법
기본법(basic law)은 성문화된 헌법이거나, 성문화되지 않은 헌법이 있는 국가에서는 헌법의 효과를 갖도록 고안된 법률이다. 기본법이라는 용어는 어떤 곳에서는 "헌법"에 대한 대안으로 사용되며, 헌법이 공식적으로 제정될 때까지 임시적이지만 필요한 조치로 의도될 수 있다. "기본법"은 때때로 헌법처럼 "최고법"으로 간주되는 것을 피하기 위해 사용된다. 여기에는 종교 등 다양한 이유가 있을 수 있다.

## 독일
서독에서는 독일연방공화국 기본법(독일어: Grundgesetz)이라는 용어를 사용하여 기본법이 독일이 최종적으로 통일될 때까지 잠정적이었다는 것을 나타냈다. 그러나 1990년 독일이 마침내 통일되었을 때 새로운 헌법은 채택되지 않았고 대신 기본법이 독일 전역에 채택되었다.

## 홍콩과 마카오
중화인민공화국 특별행정구, 즉 홍콩과 마카오는 기본법을 헌법문서로 두고 있다. 기본법은 해당 지역의 최고 권위이며, 수정 및 해석권은 중화인민공화국 전국인민대표대회 상무위원회에 속한다.

## 이스라엘
이스라엘 기본법(Basic Laws of Israel)은 이스라엘 국가의 14개 준헌법 법률로, 원래는 미래 이스라엘 헌법의 초안 장으로 의도되었지만 1950년 이후 무기한 연기되었다.

## 사우디아라비아
1992년 공포된 사우디아라비아 기본법은 별도의 전문 없이 9장, 83개 조항으로 구성되어 있다. 사우디 국왕이 주권을 행사하는 동안 헌법 원칙은 이슬람 신학 및 샤리아법과 명시적으로 연관되어 있다. 1993년 기본법 공포 이후 자문협의회가 설치되었다.

## 기본법 목록
- 독일연방공화국 기본법
- 사우디아라비아 기본법
- 헝가리 헌법으로 불리는 기본법
- 이스라엘 기본법
- 스웨덴 기본법
- 오만 기본법
- 홍콩 기본법
- 마카오 기본법

## 같이 보기
- 헌법